# 德米特里·沃爾科戈諾夫
德米特里·安东诺维奇·沃尔科戈诺夫（俄语： 1928年3月22日—1995年12月6日）苏联、俄罗斯历史学家，苏联上将，负责领导苏军心理战部门。

## 生平
曾担任苏军总政治部副主任、苏联国防部战史研究所所长。苏联解体前后，曾研究过苏联秘密档案，出版了有关列宁和斯大林的传记。尽管一生大部分时间，沃爾科戈諾夫都是一个坚定的斯大林主义和马列主义者，晚年他开始反对共产主义和苏联体制。通过对苏共秘密中央档案的研究，沃爾科戈諾夫发现了不少与苏联官方历史和有关列宁、斯大林个人崇拜相矛盾的事实，出版著作，促进了开放时期俄国自由思想的产生。

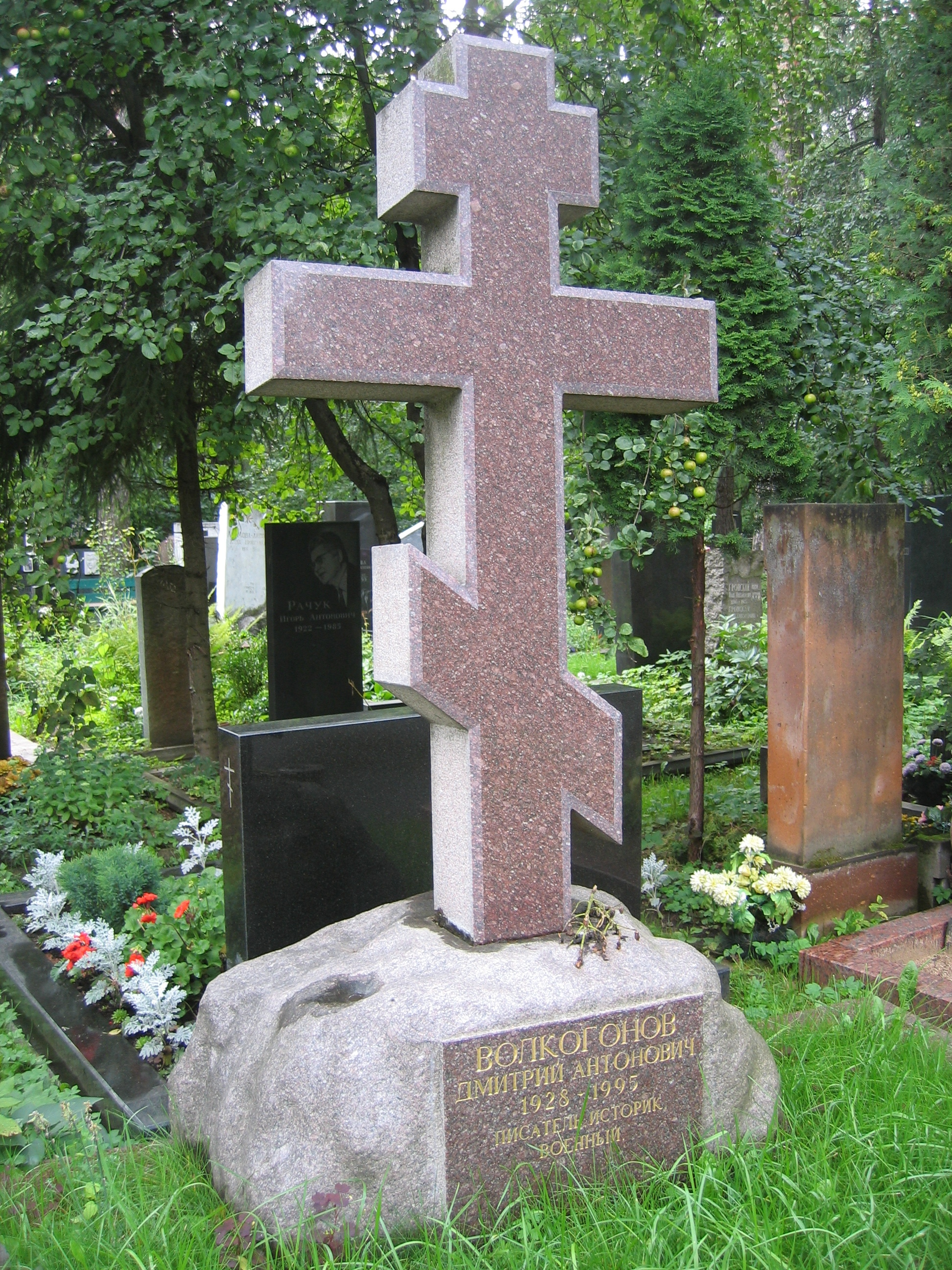
将军墓葬

## 延伸阅读
- McInnes, Neil. "Volkogonov's journey" National Interest 08849382, (Winter96/97), Issue 46 online （页面存档备份，存于）
- C-SPAN內的頁面（英文）